# Independent Spirit Awards 1988
Die dritte Verleihung der Independent Spirit Awards fand 1988 in Los Angeles statt.

## Zusammenfassung
Bester Film wurde Das Messer am Ufer (River’s Edge) gegen die starke Konkurrenz von The Big Easy – Der große Leichtsinn und Matewan. John Hustons letzter Spielfilm Die Toten (The Dead) war nicht als bester Film nominiert, gewann aber die Preise für beste Regie und beste Nebendarstellerin. John Sayles’ Matewan war fünfmal nominiert, gewann aber „nur“ den Preis für die beste Kamera für den Veteranen Haskell Wexler. The Big Easy gewann mit Dennis Quaid den Preis für den besten Hauptdarsteller, unter anderem gegen den zum zweiten Mal nominierten James Woods. Sally Kirkland setzte sich mit Anna… Exil New York als beste Hauptdarstellerin gleich gegen zwei Schauspielerinnenlegenden durch, Joanne Woodward und Lillian Gish. Bester Debütfilm wurde der Tanzfilmklassiker Dirty Dancing, bester ausländischer Film Lasse Hallströms Mein Leben als Hund (Mitt liv som hund), der sich gegen die starke Konkurrenz von John Boorman, dem bereits zum dritten Mal nominierten Stephen Frears und Louis Malle durchsetzte.

## Gewinner und Nominierte

### Bester Film
Das Messer am Ufer (River’s Edge) – Sarah Pillsbury, Midge Sanford
The Big Easy – Der große Leichtsinn (The Big Easy) – Stephen J. Friedman
Harte Männer tanzen nicht (Tough Guys Don’t Dance) – Menahem Golan, Yoram Globus
Matewan – Peggy Rajski, Maggie Renzi
Swimming to Cambodia – Renée Shafransky

### Bester Debütfilm
Dirty Dancing – Emile Ardolino, Linda Gottlieb
Anna… Exil New York (Anna) – Yurek Bogayevicz, Zanne Devine
Hollywood Shuffle – Robert Townsend, Carl Craig
Siesta – Mary Lambert, Gary Kurfirst
Warten auf den Mond (Waiting for the Moon) – Jill Godmilow, Sandra Schulberg

### Bester Hauptdarsteller
Dennis Quaid – The Big Easy – Der große Leichtsinn (The Big Easy)
Spalding Gray – Swimming to Cambodia
Terry O’Quinn – The Stepfather
Mickey Rourke – Barfly
James Woods – Best Seller

### Beste Hauptdarstellerin
Sally Kirkland – Anna… Exil New York (Anna)
Lillian Gish – Wale im August (The Whales of August)
Debra Sandlund – Harte Männer tanzen nicht (Tough Guys Don’t Dance)
Louise Smith – Working Girls
Joanne Woodward – Die Glasmenagerie (The Glass Menagerie)

### Bester Nebendarsteller
Morgan Freeman – Glitzernder Asphalt (Street Smart)
Wings Hauser – Harte Männer tanzen nicht (Tough Guys Don’t Dance)
James Earl Jones – Matewan
Vincent Price – Wale im August (The Whales of August)

### Beste Nebendarstellerin
Anjelica Huston – Die Toten (The Dead)
Karen Allen – Die Glasmenagerie (The Glass Menagerie)
Kathy Baker – Glitzernder Asphalt (Street Smart)
Martha Plimpton – Shy People – Bedrohliches Schweigen (Shy People)
Ann Sothern – Wale im August (The Whales of August)

### Beste Regie
John Huston – Die Toten (The Dead)
Jonathan Demme – Swimming to Cambodia
Tim Hunter – Das Messer am Ufer (River’s Edge)
Jim McBride – The Big Easy – Der große Leichtsinn (The Big Easy)
John Sayles – Matewan

### Bestes Drehbuch
Neal Jimenez – Das Messer am Ufer (River’s Edge)
Spalding Gray – Swimming to Cambodia
Agnieszka Holland – Anna… Exil New York (Anna)
Tony Huston – Die Toten (The Dead)
John Sayles – Matewan

### Beste Kamera
Haskell Wexler – Matewan
John Bailey – Harte Männer tanzen nicht (Tough Guys Don’t Dance)
Amir M. Mokri – Blondinen sterben früher (Slam Dance)
Robby Müller – Barfly
Fred Murphy – Die Toten (The Dead)

### Bester ausländischer Film
Mein Leben als Hund (Mitt liv som hund) – Lasse Hallström
Auf Wiedersehen, Kinder (Au revoir, les enfants) – Louis Malle
Hope and Glory – John Boorman
Das stürmische Leben des Joe Orton (Prick Up Your Ears) – Stephen Frears
Tampopo – Jūzō Itami